# Altaj kraj
 Altaj kraj bør ikke forveksles med det tilgrænsende republik Altaj, et andet føderalt område i Rusland, men har status som en af landets 21 republikker.
Altaj kraj (russisk: Алта́йский край, tr. Altajskij kraj) er en kraj i Rusland og en af de 83 enheder i den russiske føderation med et areal på 167.996 km² og 2.099.186 (2025) indbyggere. Det administrative center er placeret i Barnaul med 623.057 (2023) indbyggere. Andre større byer er Bijsk med 183.852 (2021) indbyggere og Rubtsovsk, der har 123.379 (2024) indbyggere.

## Geografi
De største byer i Altaj kraj er Alejsk, Belokurikha, Bijsk, Gornjak, Jarovoje, Kamen-na-Obi, Novoaltajsk, Rubtsovsk, Slavgorod, Zarinsk og Zmeinogorsk.